# Яблоково (Запорожская область)
Яблоково (укр. Яблукове) — село,
Ровнопольский сельский совет,
Гуляйпольский район,
Запорожская область,
Украина.
Код КОАТУУ — 2321886502. Население по переписи 2001 года составляло 48 человек.

## Географическое положение
Село Яблоково находится на расстоянии в 1 км от села Ровнополье.
По селу протекает пересыхающий ручей с запрудой.

## История
- 1850 год — дата основания[2] (1880 год как село Зильберталь[1]).